# Vocal abierta central redondeada
La vocal abierta central redondeada, es un tipo de sonido vocálico, usado en pocas lenguas habladas.
Mientras que el  Alfabeto Fonético Internacional no tiene un símbolo oficial para este sonido entre una ⟨ɶ⟩ abierta y una ⟨ɒ⟩ cerrada, es normalmente transcrita como ⟨ɒ⟩. Si se necesita una transcripción precisa, puede ser especificada usando diacríticos, como ⟨ɒ̈⟩, ⟨ɶ̈⟩ o ⟨ɶ̠⟩, este último no es común.

## Aparición en distintas lenguas
| Lengua   | Lengua                         | Palabra             | AFI     | Significado | Notas                                                                   |
| -------- | ------------------------------ | ------------------- | ------- | ----------- | ----------------------------------------------------------------------- |
| Inglés   | Inglés de la región de Londres | l'o't               | [lɒ̈ʔ]   | 'mucho'     | Puede ser anterior ⟨ɒ⟩ en su lugar. Véase Fonología del inglés          |
| Irlandés | Dialecto Ring                  | se necesita ejemplo |         |             | Alófono of ⟨aː⟩ entre consonantes sonoras. Véase Fonología del irlandés |
| Noruego  | Dialecto de Østfold            | b'a'da              | [bɒ̈ːdɐ] | 'bañarse'   |                                                                         |